# Oncosiphon africanum
Oncosiphon africanum là một loài thực vật có hoa trong họ Cúc. Loài này được Källersjö mô tả khoa học đầu tiên năm 1988.